# Ricombinazione somatica
Per ricombinazione somatica si intendono tutti quei processi di traslazione, trasposizione, spostamento, inversione delle basi azotate, a livello del dna delle cellule somatiche, che permettono un più alto riarrangiamento genico in modo da ottenere una più vasta gamma di molecole.
Un esempio è la vasta gamma di molecole anticorpali presenti nel nostro organismo in grado di riconoscere ben 10^9 microrganismi differenti appunto grazie al meccanismo accennato prima.